# Dino De Antoni
Dino De Antoni, italijanski nadškof, * 12. julij 1936, Chioggia, † 22. marec 2019, Gorica.

## Življenjepis
23. oktobra 1960 je prejel duhovniško posvečenje.
2. junija 1999 je postal nadškof Gorice, škofovsko posvečenje je prejel 15. septembra istega leta. 
28. junija 2012 je bil upokojen. Nasledil ga je Carlo Roberto Maria Redaelli.